# Instituto francés de Zaragoza
El Instituto francés de Zaragoza es una institución cultural creada en 1919 con el objetivo de fomentar la cultura y lengua francesas en la ciudad.

## Presentación
Desde 1945, el establecimiento depende del Ministerio de Asuntos Exteriores de Francia y forma parte de la cobertura cultural francesa en el extranjero. Es hoy en día un centro autónomo y está ubicado sobre el Paseo de Sagasta, en el centro de Zaragoza.
Tiene como finalidad la enseñanza de la lengua francesa, la difusión y el intercambio cultural así como el fomento de la cooperación lingüística y cultural entre Francia y España. El Instituto dispensa así cursos de francés, en sus locales y en empresas. Es igualmente centro oficial de traspaso de los exámenes DELF y DALF. 
Tiene a disposición de todos los públicos una biblioteca-mediateca que reúne más 8000 documentos en francés.
A efectos culturales el Instituto francés celebra acontecimientos culturales franceses en España y difunde la cultura francesa (artes plásticas, música, baile, cine, literatura...) en cooperación con instituciones culturales locales.